# Iman al-Obeidi
Iman al-Obeidi (arabisch إيمان العبيدي, DMG Īmān al-ʿUbaidī; * 1982) ist eine libysche Juristin.

## Bürgerkrieg in Libyen
Am 26. März 2011, vor dem Hintergrund des Bürgerkriegs, betrat sie eine Pressekonferenz im Hotel Rixos Al Nasr in Tripolis und klagte vor laufenden Kameras an, sie sei, nachdem sie an einem Checkpoint in Tripolis festgenommen worden war, von Soldaten des Gaddafi-Regimes misshandelt und vergewaltigt worden.
Sie wurde von Sicherheitskräften unter Mithilfe von Hotelangestellten und Gewaltanwendung auch gegen Journalisten abgeführt und befand sich danach für 72 Stunden  im Gewahrsam der Behörden. Der libysche Politiker Moussa Ibrahim erklärte, sie sei geistesgestört, betrunken, eine Lügnerin und eine Prostituierte. Ihre in Tobruk lebende Familie bestritt diese Darstellung und berichtete, Iman al-Obeidi seien Geld und ein Haus angeboten worden, wenn sie ihre Anschuldigungen öffentlich widerrufe.
Nach Aussage ihrer Eltern wurde sie zwischenzeitlich in Bab al-Aziziya festgehalten.
Mit Hilfe eines abtrünnigen libyschen Armeeoffiziers gelang Iman al-Obeidi, die mittlerweile zu einer Symbolfigur für die Gegner des libyschen Regimes geworden war, am 5. Mai 2011 die Flucht nach Tunis, wo sie Unterstützung westlicher Diplomaten erhielt.
Nach ihrem Entkommen aus Libyen suchte Frau Obaidi in Katar Zuflucht. Von den dortigen Behörden wurde sie auf Wunsch des  Nationalen Übergangsrates am 3. Juni 2011 gewaltsam und gegen ihren Willen nach Bengasi deportiert. Vertreter der amerikanischen Regierung und von Menschenrechtsorganisationen zeigten sich über diesen Vorgang äußerst besorgt. Nach einem Aufenthalt in einem rumänischen Flüchtlingslager im Juli 2011 erhielt Iman al-Obeidi Asyl in den Vereinigten Staaten.